# I. e. 78
Évszázadok: i. e. 2. század – i. e. 1. század – 1. század
Évtizedek: i. e. 120-as évek – i. e. 110-es évek – i. e. 100-as évek – i. e. 90-es évek – i. e. 80-as évek – i. e. 70-es évek – i. e. 60-as évek – i. e. 50-es évek – i. e. 40-es évek – i. e. 30-as évek – i. e. 20-as évek
Évek: i. e. 83 – i. e. 82 – i. e. 81 – i. e. 80 –  i. e. 79 –  i. e. 78 – i. e. 77 – i. e. 76 – i. e. 75 – i. e. 74 – i. e. 73

## Események

### Róma
- Marcus Aemilius Lepidust és Quintus Lutatius Catulust választják consulnak. A volt marianus Lepidus megválasztását a szenátori oligarchia próbálja megakadályozni, végül csak ellensúlyozni tudják sikerét a Sulla-párti Catulus jelölésével a másik consuli posztra.
- Sulla márciusban meghal. Lepidus tiltakozása ellenére nagyszabású állami temetést rendeznek számára és a Mars-mezőn temetik el.
- Lepidus megpróbálja visszavonatni a Sulla-féle alkotmányt és demokratikus reformokat vezetne be a szenátus tiltakozása ellenére. Lepidus összegyűjti - főleg Rómán kívüli itáliai - híveit és Marcus Iunius Brutus vezetésével Gallia Cisalpinában hadsereget szervez.
- Catulus megépítteti a Tabulariumot (állami levéltárat).
- Az előző évi consult, Publius Servilius Vatiát a kilikiai kalózok ellen küldik.
- Fellázadnak a dalmátok. Caius Cosconiust küldik ellenük, aki két éven ostromolja fővárosukat, Szalónát.
- A sertoriusi háborúban Quintus Caecilius Metellus Pius ostrom alá veszi Lacobrigát. Segítségül hívja Gallia Narbonensis kormányzóját, Lucius Manliust, de őt Quintus Sertorius hadvezére, Lucius Hirtuleius megfutamítja. Metellus kénytelen felhagyni Lacobriga ostromával, visszavonul és erősítést kér.
- Az év végén Lepidus ultimátumot intéz a szenátushoz, hogy hagyják jóvá reformjait és hosszabbítsák meg consuli megbízását. A szenátus válaszul az állam ellenségévé nyilvánítja.

## Születések
- Csing Fang, kínai matematikus, zenetudós és asztrológus

## Halálozások
- Lucius Cornelius Sulla, római diktátor

## Fordítás
- Ez a szócikk részben vagy egészben  a(z)   78 av. J.-C. című francia Wikipédia-szócikk ezen változatának fordításán alapul.  Az eredeti cikk szerkesztőit annak laptörténete sorolja fel. Ez a jelzés csupán a megfogalmazás eredetét és a szerzői jogokat jelzi, nem szolgál a cikkben szereplő információk forrásmegjelöléseként.